# Umieralność

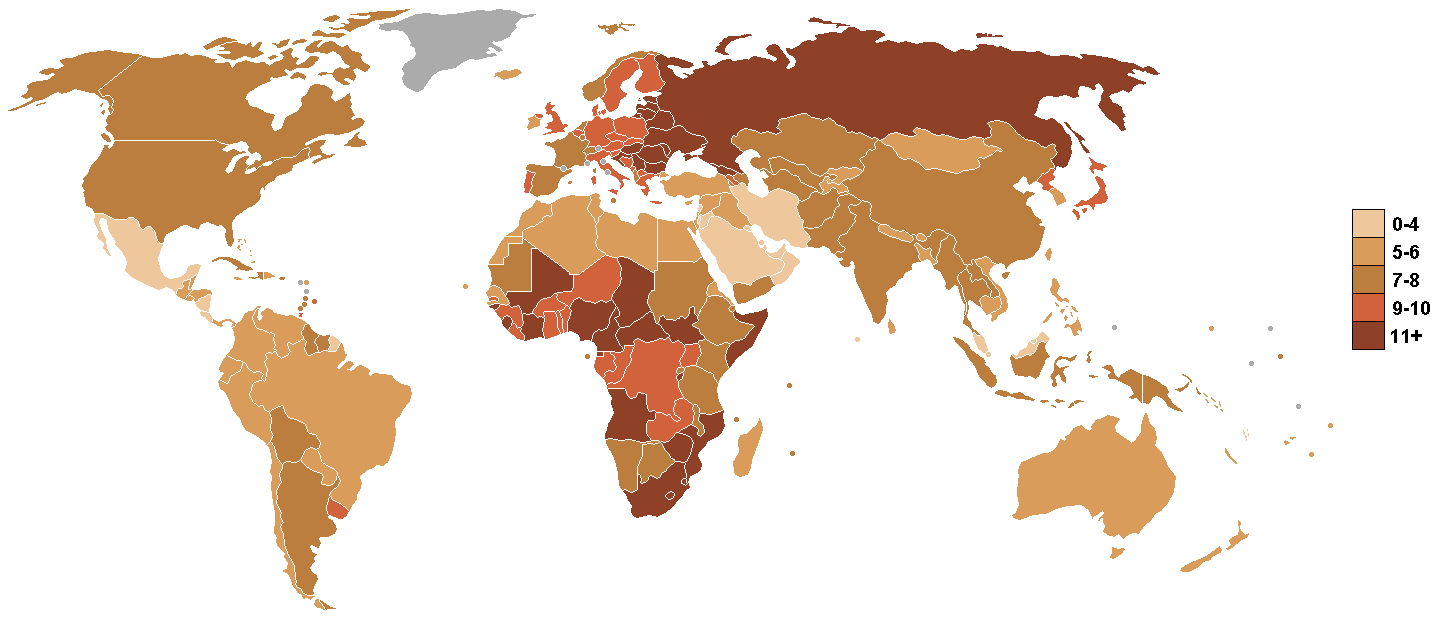
Wartość współczynnika umieralności w poszczególnych państwach świata w latach 2010–2015

Umieralność, współczynnik umieralności, współczynnik zgonów – w demografii i epidemiologii liczba zgonów w stosunku do liczby mieszkańców danego obszaru w określonej jednostce czasu. W epidemiologii jest to liczba zgonów na k osób (najczęściej 100 tys.) wśród ogółu obserwowanej populacji. W demografii współczynnik ten służy wraz z innymi wskaźnikami do badania ruchu naturalnego i podawany jest zazwyczaj w promilach według wzoru:
{\displaystyle W_{z}={\frac {Z}{L}}C,}
gdzie {\displaystyle Z} oznacza liczbę zgonów, {\displaystyle L} liczbę ludności w badanej populacji, a {\displaystyle C} jest stałą (zazwyczaj wynoszącą 1000).
Ważnym wskaźnikiem demograficznym jest współczynnik umieralności niemowląt, czyli liczba zarejestrowanych zgonów niemowląt w stosunku do żywo urodzonych w tym samym okresie, podawany również w promilach. Wyróżnia się umieralność wczesną niemowląt (do 27. dnia życia) oraz późną (między 28. dniem a 11. miesiącem).
Wraz z postępem cywilizacyjnym, szczególnie w odniesieniu do medycyny, współczynnik umieralności spada. Od połowy XIX wieku spadł on w Europie z ponad 30‰ do ok. 10‰ na początku XXI wieku. Większe współczynniki umieralności występują m.in. w czasie wojen, mniejsze, gdy osoby z wyżów demograficznych uzyskują wiek 5–29 lat. Na początku XXI wieku względnie wysoka umieralność występowała w Afryce (ok. 12‰), a niska w Ameryce Południowej i Środkowej (ok. 6‰), co, w ostatnim przypadku, związane jest z młodą strukturą demograficzną i dobrą opieką medyczną.